# Hu Zhengyan

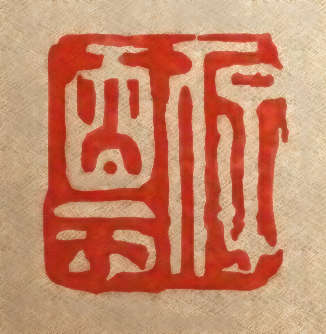
Un dels segells de Hu Zhengyan

Hu Zheng Yuan (en xinès, 胡正言; en pinyin: Hú Zhèngyán) (c. 1584-1674) va ser un artista i impressor xinès. Hu va treballar en el camp de la cal·ligrafia, la pintura xinesa tradicional, i el tallat de segells, però va ser principalment un impressor. Va produir textos acadèmics i també textos de la seva autoria.
Hu va néixer a al xian de Xiuning, a la província d'Anhui el 1584 o a principis del 1585. Cap al 1619 Hu va anar a viure a Nanjing, durant la transició de la dinastia Ming a la dinastia Qing, on vivia amb la seva dona Wu. Sent lleial a la dinastia Ming, li van oferir un càrrec a la cort de l'Emperador Hongguang, però el va rebutjar i mai va tenir cap altre càrrec governamental. No obstant això, va dissenyar el segell personal de l'Emperador Hongguang i la seva lleialtat envers la dinastia va ser tal que es va retirar de la societat després de la captura i mort de l'emperador el 1645. Va morir en la pobresa a l'edat de 90 anys, cap al 1673 o a principis del 1674.
Hu era amo i gestionava un negoci editorial acadèmic anomenat Shizhuzhai (Estudi dels 10 bambús), on va practicar diverses impressions multicolor i altres tècniques. S'anomenava així per les 10 plates de bambú que hi havia al davant. A l'empresa també hi treballaven membres de la seva família, com els seus germans Zhengxin i Zhengxing, i els seus fills Qipu i Qiyi. El treball de Hu a Shizhuzhai va ser pioner en el camp de les noves tècniques en la impressió a color, donant lloc a delicades graduacions de color que no s'havien realitzat amb anterioritat en aquesta tipus d'art.
Hu és especialment conegut pel seu manual de pintura titulat Shizhuzhai Shuhuapu (en català: Manual de pintura i cal·ligrafia l'Estudi dels 10 bambús), un llibre introductori per a artistes el qual es va continuar imprimint durant els següents 200 anys. El seu estudi també va publicar catàlegs de segells, textos acadèmics i de medicina, llibres de poesia i papers decoratius. Molts d'ells van ser editats i portaven prefacis de l'autoria de Hu i els seus germans.